# Escape Velocity
Escape Velocity is een nummer van The Chemical Brothers, uitgebracht op 15 april 2010 door het platenlabel EMI.
Het nummer werd aanvankelijk uitgebracht als een promotionele single voor het album Further. De versie die uiteindelijk op het album te vinden was, was verschillend omdat deze geen overgang naar andere nummers bevatte. Het nummer werd deels uitgezonden tijdens de radioshow van Pete Tong op BBC Radio 1. Ook werd het gebruikt als muziek in het computerspel Gran Turismo 5.